# 鹿部站 (北海道)
鹿部車站（日语：／ Shikabe eki */?）是由北海道旅客鐵道（JR北海道）所經營的鐵路車站，位於日本北海道茅部郡鹿部町。本站是JR北海道函館本線（砂原支線）的一人車站，位於函館支社的管轄範圍內，並由大沼車站負責管理。本站的站名源自於所在地鹿部，而該地名源自於阿伊努語的「sike-un-pe」，意思是背負的地方。
雖然本站是現時鹿部町內唯一的鐵路車站，但由於距離城鎮的中心地區尚有5公里的距離，故很難將之視為當地的主車站。在鹿部町，曾經存在過兩個同樣命名為「鹿部」但位置不同的車站，其一是1929年啟用的大沼電鐵鹿部車站，另一個則是1945年時伴隨日本國有鐵道砂原線通車而啟用的國鐵鹿部車站。兩重名的車站在啟用之後因為大沼電鐵的廢線與再啟用分別數次更改過站名，以避免造成混亂。

## 構造
本站設有一座島式月台兩條乘車線，站房與月台之間透過跨越站內的人行平交道連結。

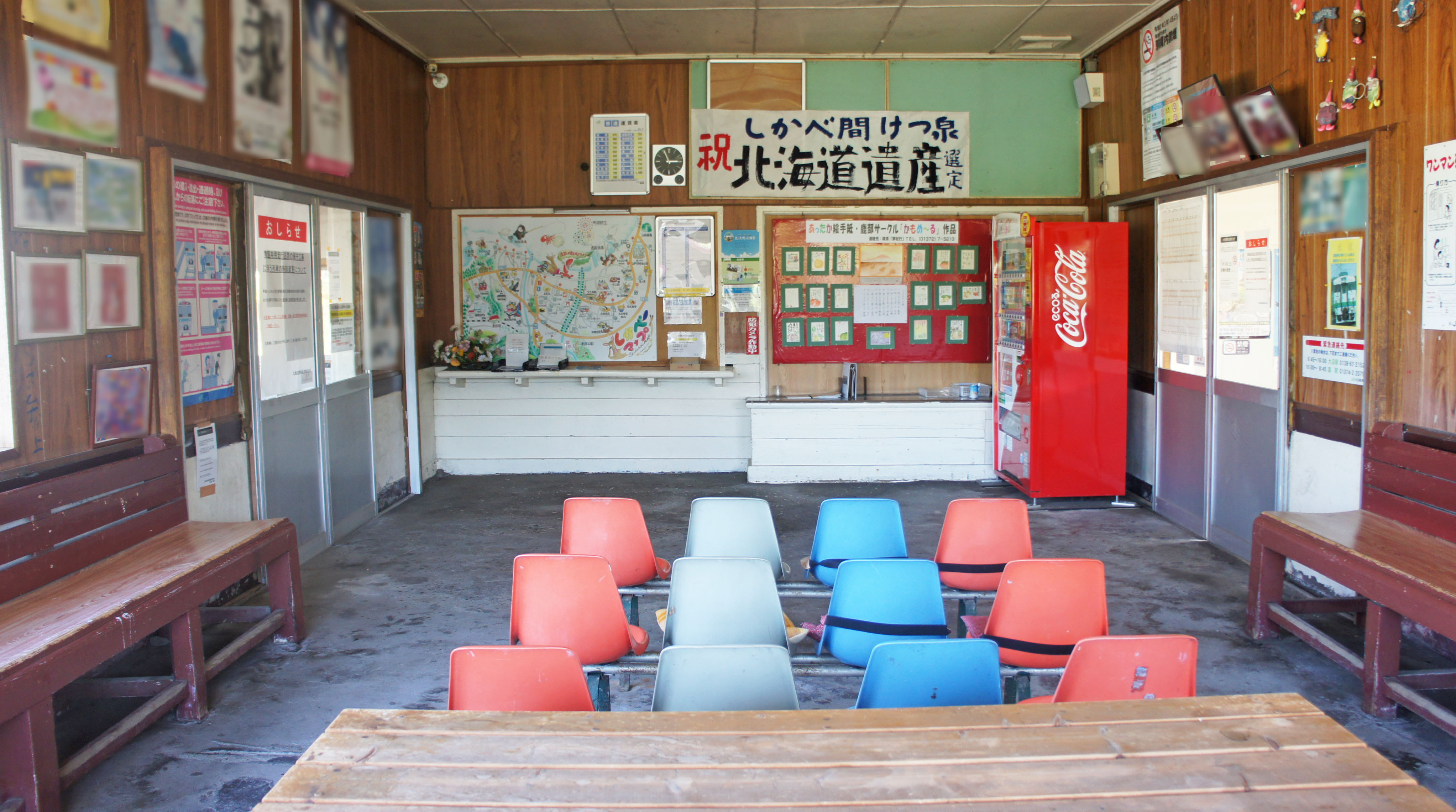
車站內部（2020年8月）
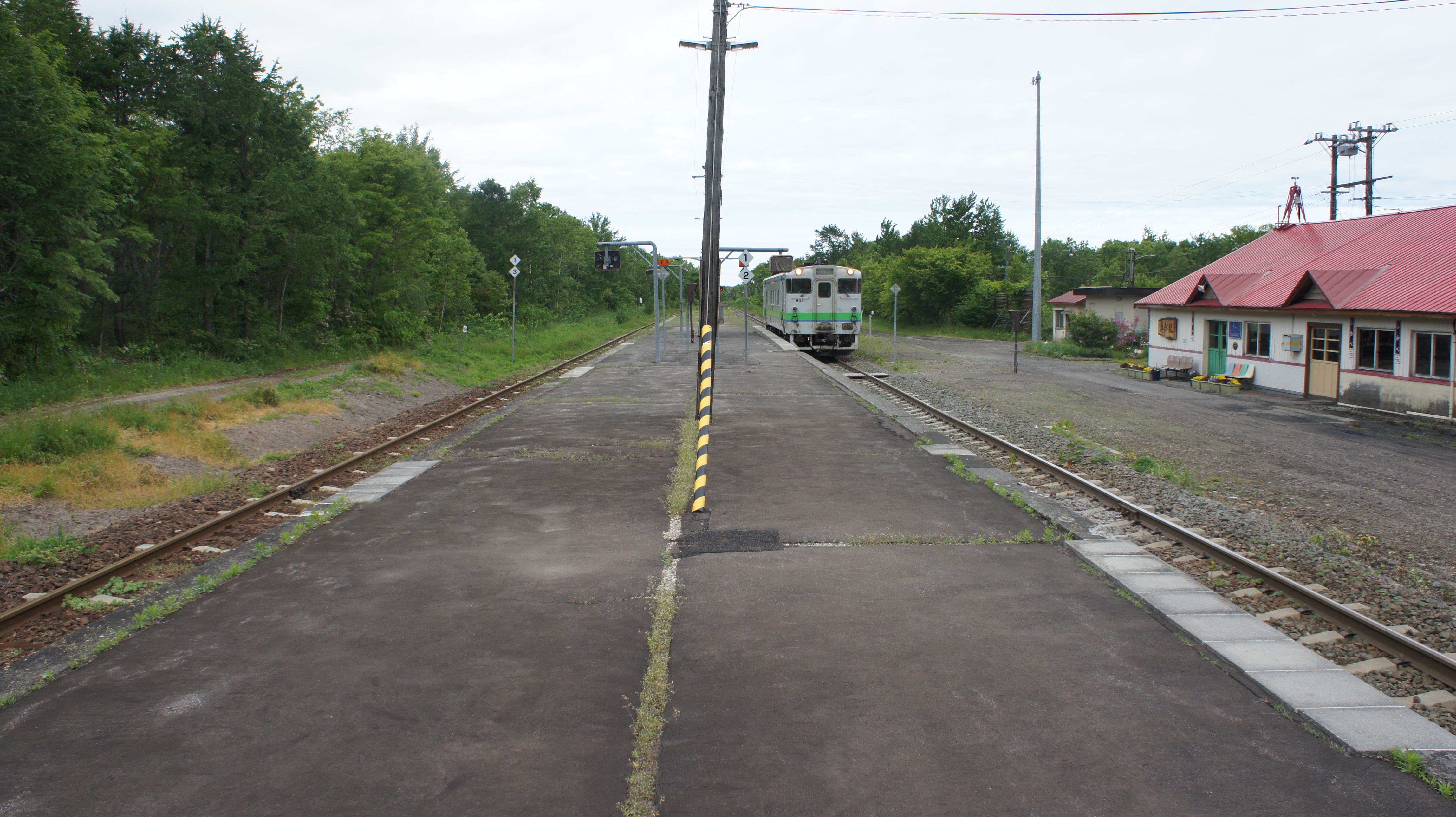
月台（2018年6月）
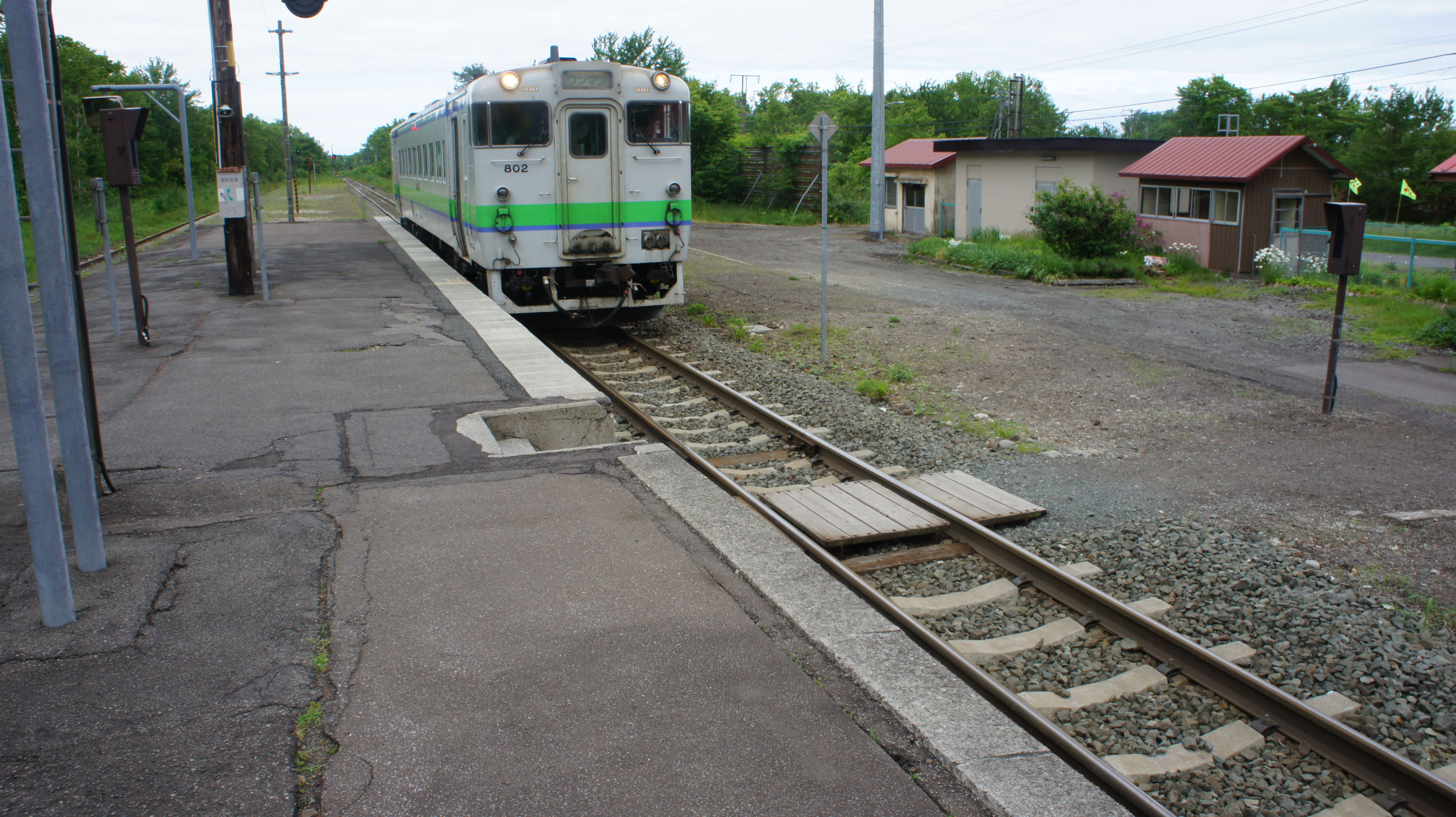
平交道（2018年6月）

## 歷史
- 1929年1月31日：大沼電鐵大沼至鹿部之間路線通車。此處的「鹿部」是指大沼電鐵所屬之鹿部車站。
- 1945年6月1日：日本國有鐵道砂原線通車，國有鐵道所屬的鹿部車站啟用。砂原線啟用同時，大沼電鐵全線廢線。
- 1948年1月16日：大沼電鐵新銚子口至鹿部（大沼電鐵所屬）間的路段再次啟用。大沼電鐵所屬的鹿部車站改名為「鹿部溫泉」。
- 1949年2月20日：國鐵鹿部車站改名為鷹待，而在同時，大沼電鐵的鹿部溫泉車站改回原本的「鹿部」站名。
- 1952年12月25日：大沼電鐵再次全線廢線。
- 1956年12月20日：國鐵所屬的鷹待車站，站名改回鹿部。
- 1980年5月1日：停辦貨運服務。
- 1984年：

- 2月1日：停辦行李托運服務。
- 11月1日：廢除直營車站業務，車站經營改委託由鹿部町方面負責，成為簡易委託車站。

- 1987年4月1日：日本國鐵分割民營化，車站的營運由JR北海道繼承。
- 2005年4月1日：廢除簡易委託車站的編制，全面改為無人車站。

## 相鄰車站
北海道旅客鐵道（JR北海道）
■函館本線（砂原支線）
大沼（H68）－鹿部（N68）－渡島沼尻（N67）

## 外部連結
- JR北海道鹿部站（日語）